# Aztlán 1.ª Sección (La Piedad)
Aztlán 1.ª Sección (La Piedad) es una localidad del municipio de Centro ubicado en la subregión centro del estado mexicano de Tabasco.

## Geografía
La localidad de Aztlán 1.ª Sección (La Piedad) se sitúa en las coordenadas geográficas 18°02′41″N 92°44′51″O / 18.044722, -92.747500, a una elevación de -5 metros sobre el nivel del mar.

## Demografía
Según el Conteo de Población y Vivienda 2020, efectuado por el Instituto Nacional de Estadística y Geografía, la localidad de Aztlán 1.ª Sección (La Piedad) tiene 61 habitantes, de los cuales 33 son del sexo masculino y 28 del sexo femenino. Su tasa de fecundidad es de 3.8 hijos por mujer y tiene 16 viviendas particulares habitadas.
| Gráfica de evolución demográfica de Aztlán 1.ª Sección (La Piedad) entre 1990 y 2020 |
|                                                                                      |
| INEGI.                                                                               |